# Nicolae Bălcescu (gmina w okręgu Konstanca)
Nicolae Bălcescu – gmina w Rumunii, w okręgu Konstanca. Obejmuje miejscowości Dorobanțu i  Nicolae Bălcescu. W 2011 roku liczyła 4757 mieszkańców.